# Peconic
Peconic és una concentració de població designada pel cens dels Estats Units a l'estat de Nova York. Segons el cens del 2000 tenia 1.081 habitants.

## Demografia
Segons el cens del 2000, Peconic tenia 1.081 habitants, 426 habitatges, i 310 famílies. La densitat de població era de 86,4 habitants per km².
Dels 426 habitatges en un 27,7% hi vivien nens de menys de 18 anys, en un 62,7% hi vivien parelles casades, en un 7,5% dones solteres, i en un 27% no eren unitats familiars. En el 22,1% dels habitatges hi vivien persones soles el 10,8% de les quals corresponia a persones de 65 anys o més que vivien soles. El nombre mitjà de persones vivint en cada habitatge era de 2,54 i el nombre mitjà de persones que vivien en cada família era de 2,98.
Per edats la població es repartia de la següent manera: un 22,9% tenia menys de 18 anys, un 4,7% entre 18 i 24, un 24,4% entre 25 i 44, un 30,5% de 45 a 60 i un 17,4% 65 anys o més.
L'edat mediana era de 44 anys. Per cada 100 dones de 18 o més anys hi havia 92,4 homes.
La renda mediana per habitatge era de 52.368 $ i la renda mediana per família de 60.956 $. Els homes tenien una renda mediana de 49.167 $ mentre que les dones 45.769 $. La renda per capita de la població era de 24.343 $. Entorn de l'1,5% de les famílies i el 3,2% de la població estaven per davall del llindar de pobresa.